# Lecanorales
Ordre
Les Lecanorales sont un ordre de champignons lichénisés. Avec près de  5 695 espèces réparties en 269 genres, il s'agit de l'ordre le plus important des Lecanoromycetes, comportant presque exclusivement des lichens.

## Liste des familles
Selon Myconet :
- Biatorellaceae
- Calycidiaceae
- Catillariaceae
- Cladoniaceae
- Crocyniaceae
- Dactylosporaceae
- Gypsoplacaceae
- Haematommataceae
- Lecanoraceae
- Megalariaceae
- Miltideaceae
- Mycoblastaceae
- Pachyascaceae
- Parmeliaceae
- Pilocarpaceae
- Psoraceae
- Ramalinaceae
- Scoliciosporaceae
- Sphaerophoraceae
- Stereocaulaceae

## Galerie des familles

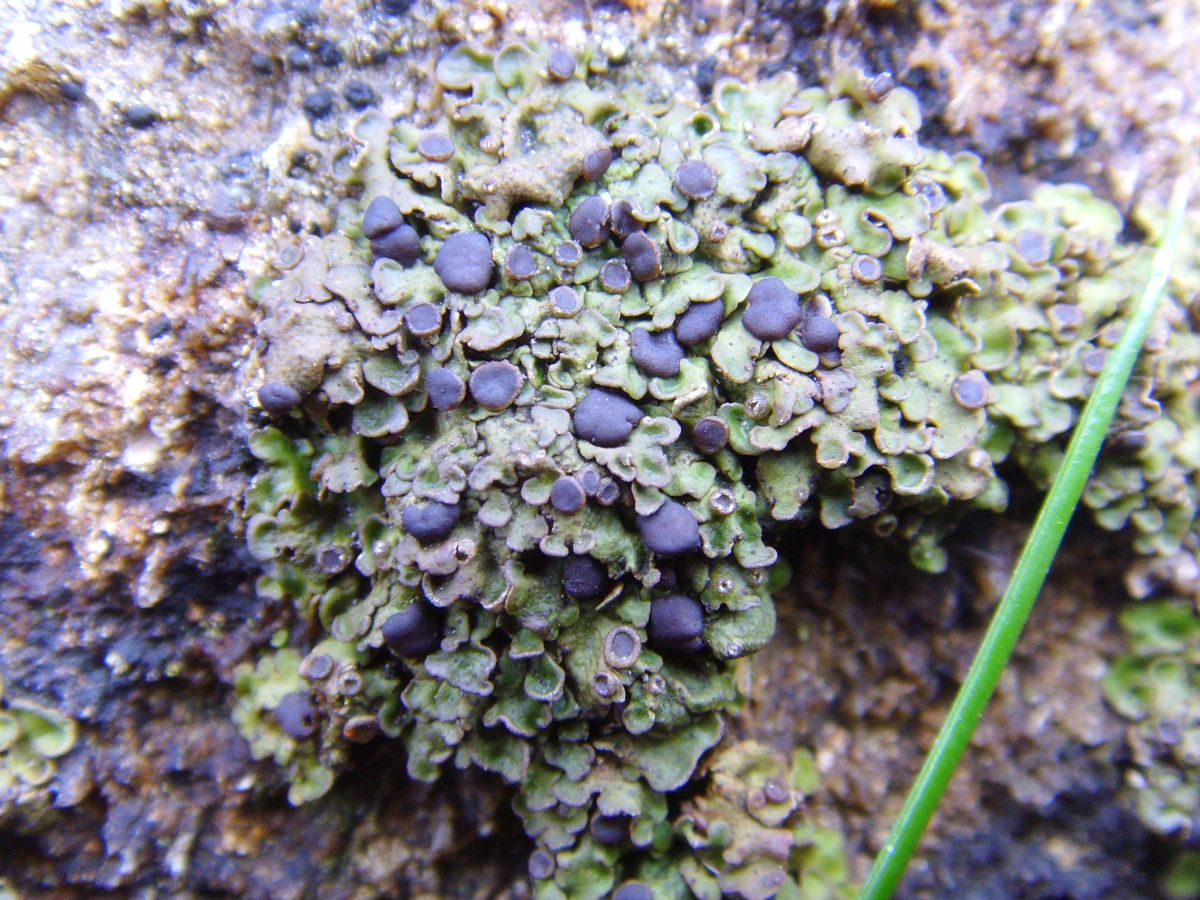
Catillariaceae : Solenopsora holophaea
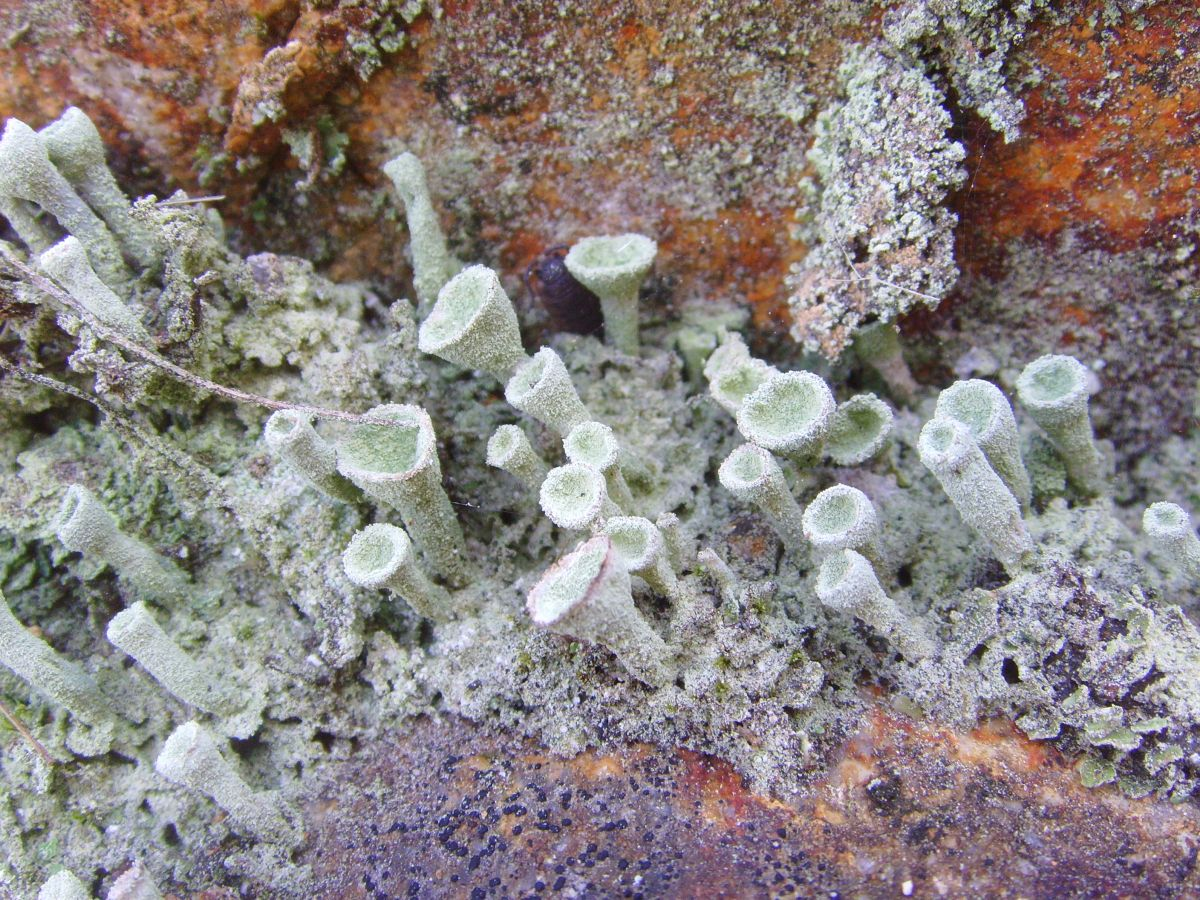
Cladoniaceae : Cladonia fimbriata
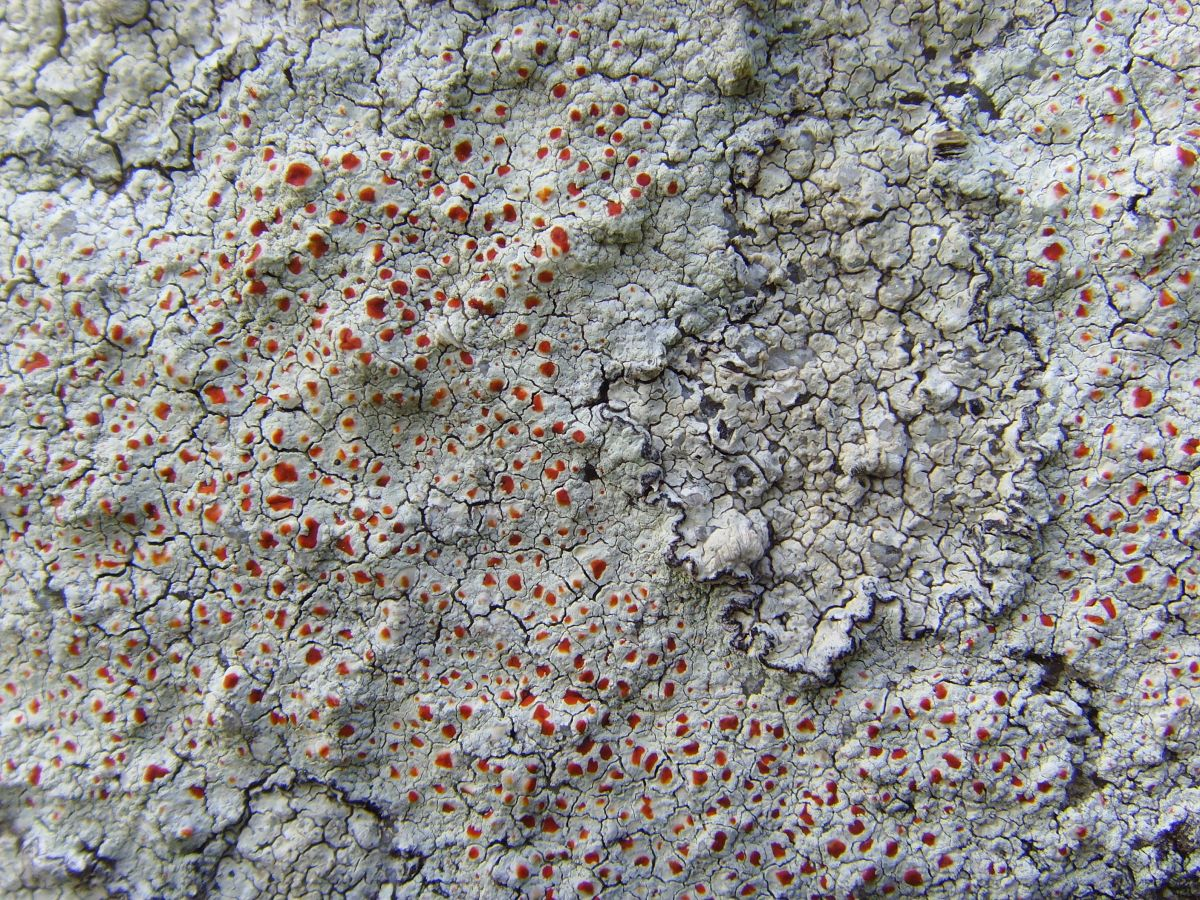
Haematommataceae : Haematomma ochroleucum
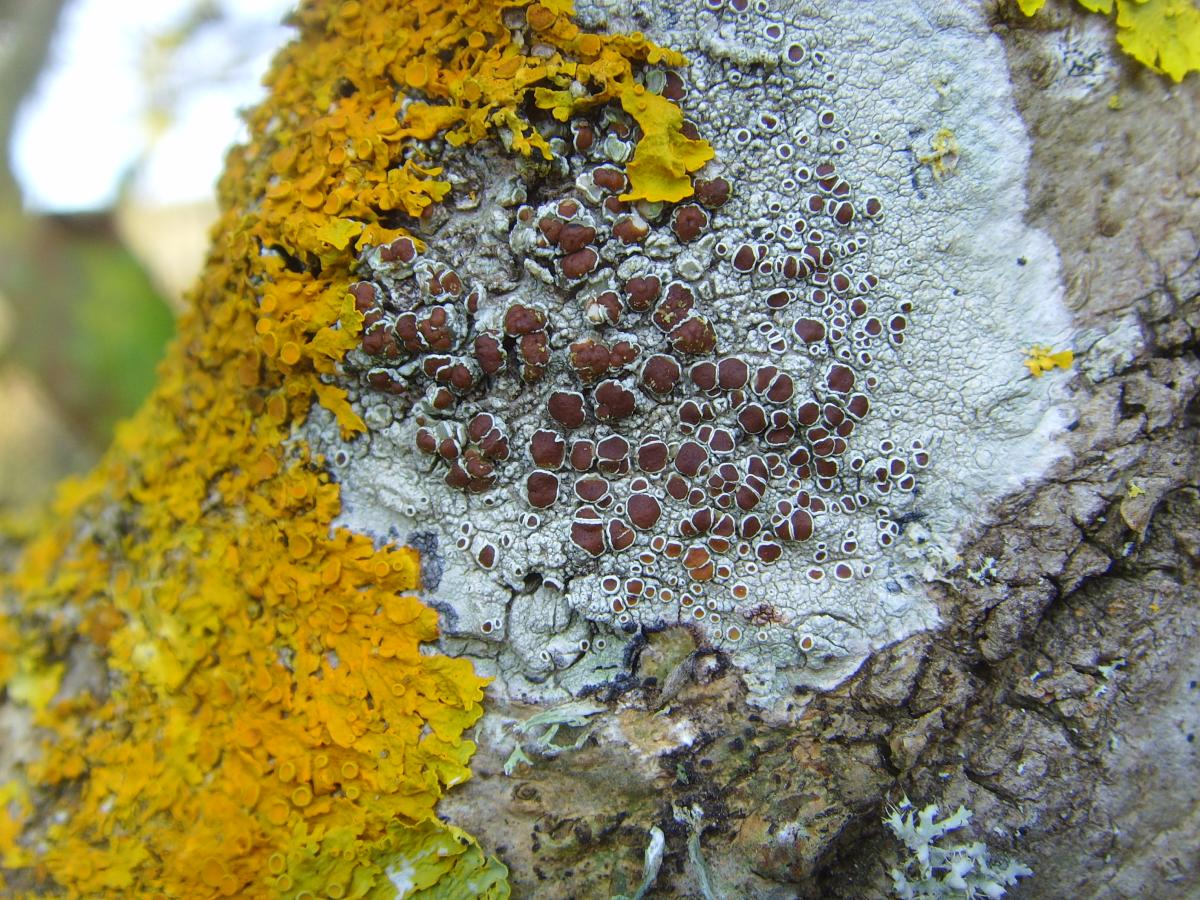
Lecanoraceae : Lecanora argentata
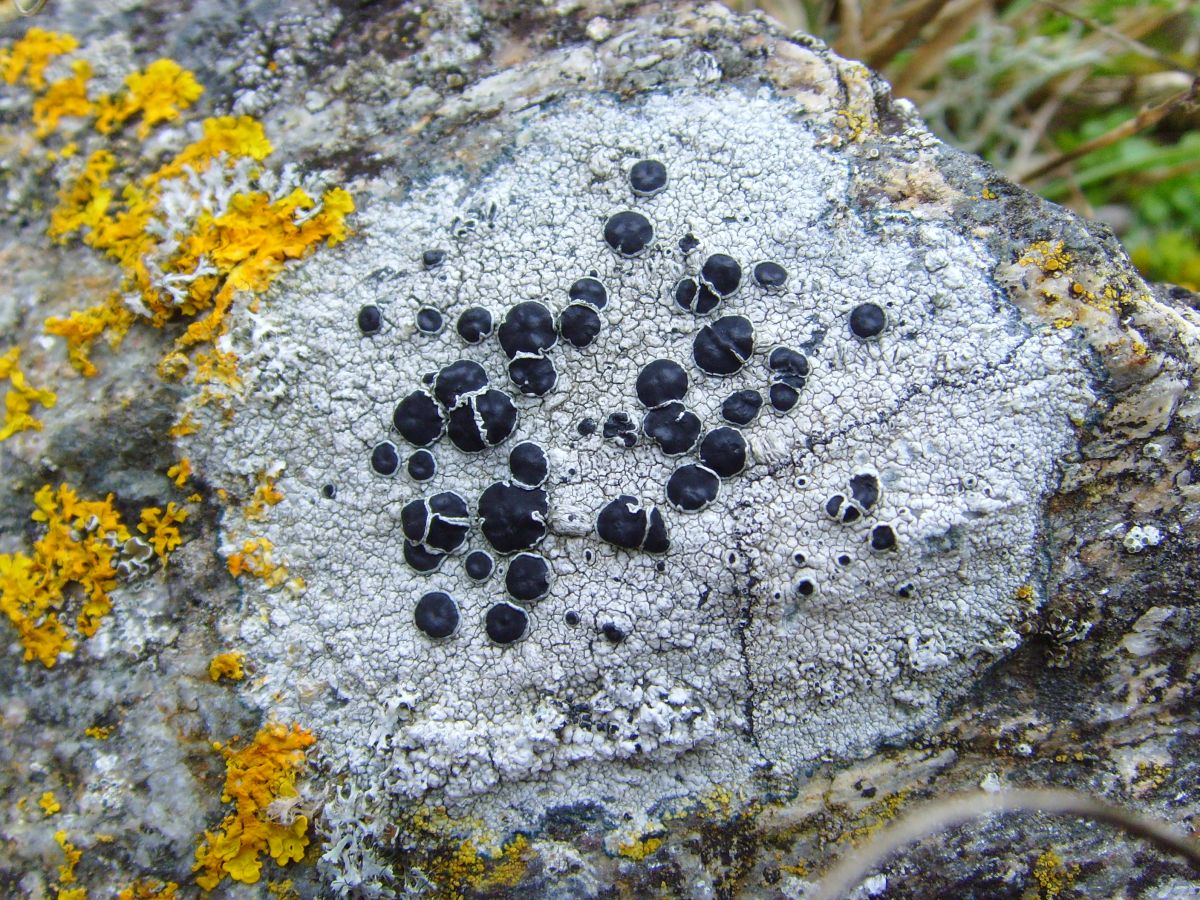
Mycoblastaceae : Tephromela atra
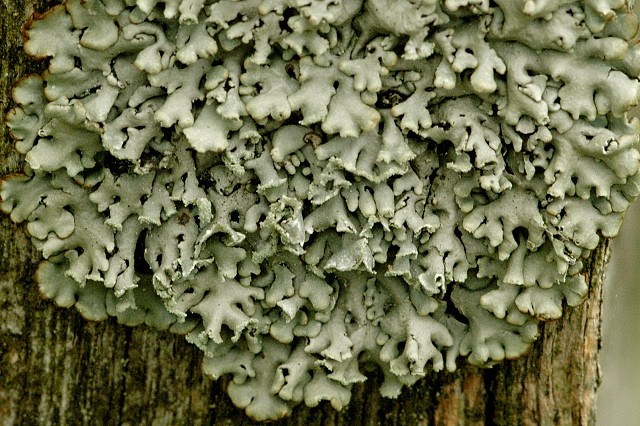
Parmeliaceae : Hypogymnia.physodes
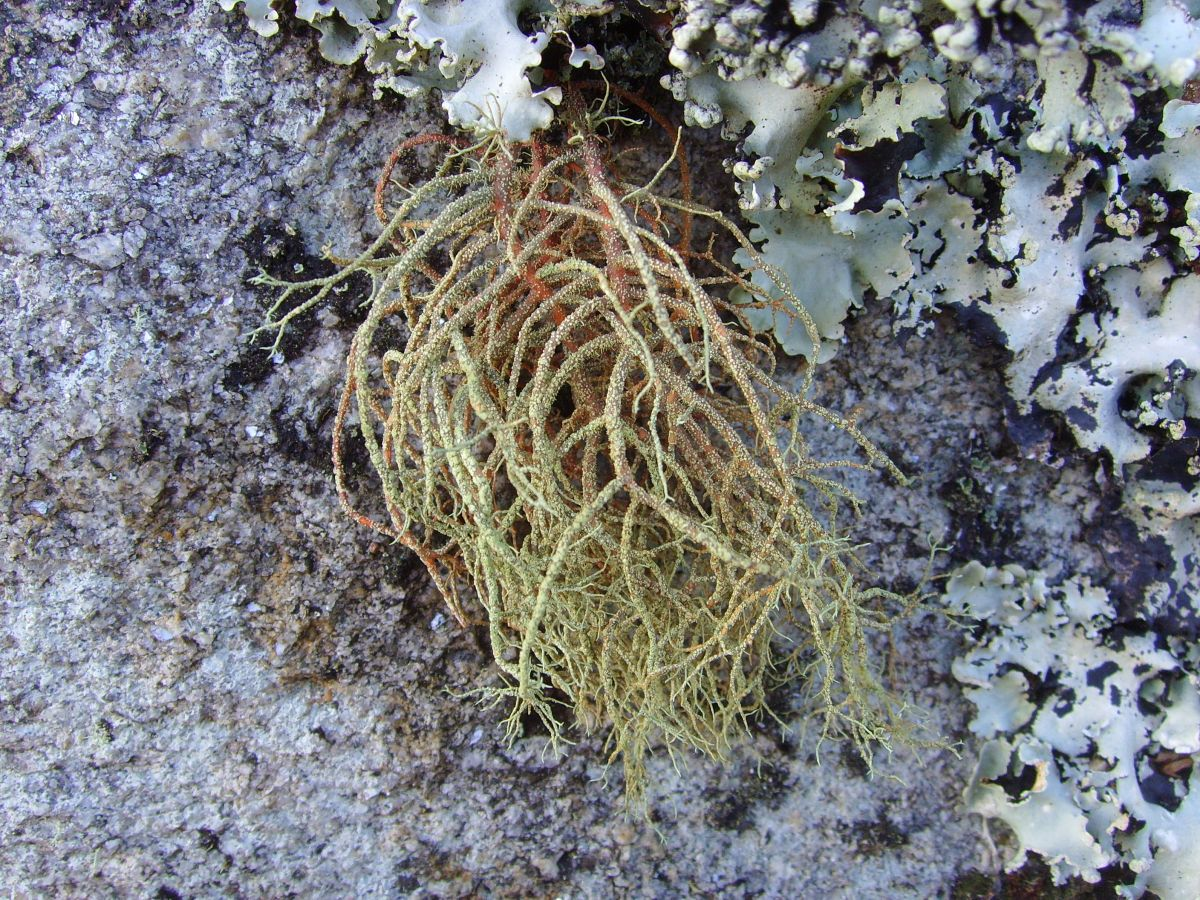
Parmeliaceae : Usnea rubicunda
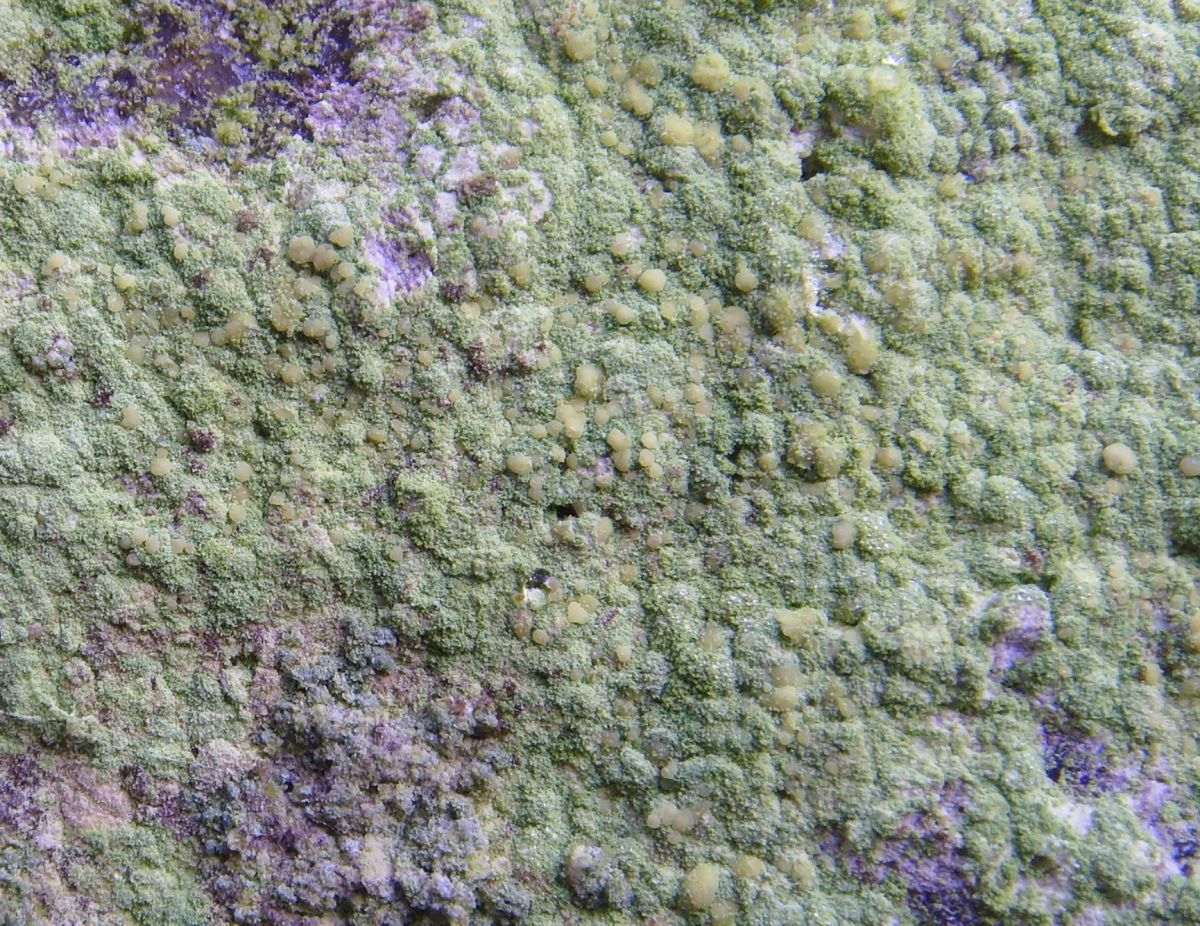
Pilocarpaceae : Psilolechia lucida
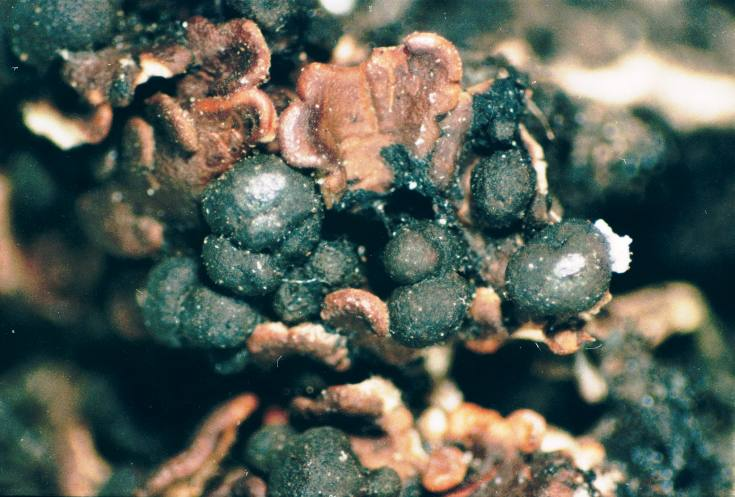
Psoraceae : Psora globifera
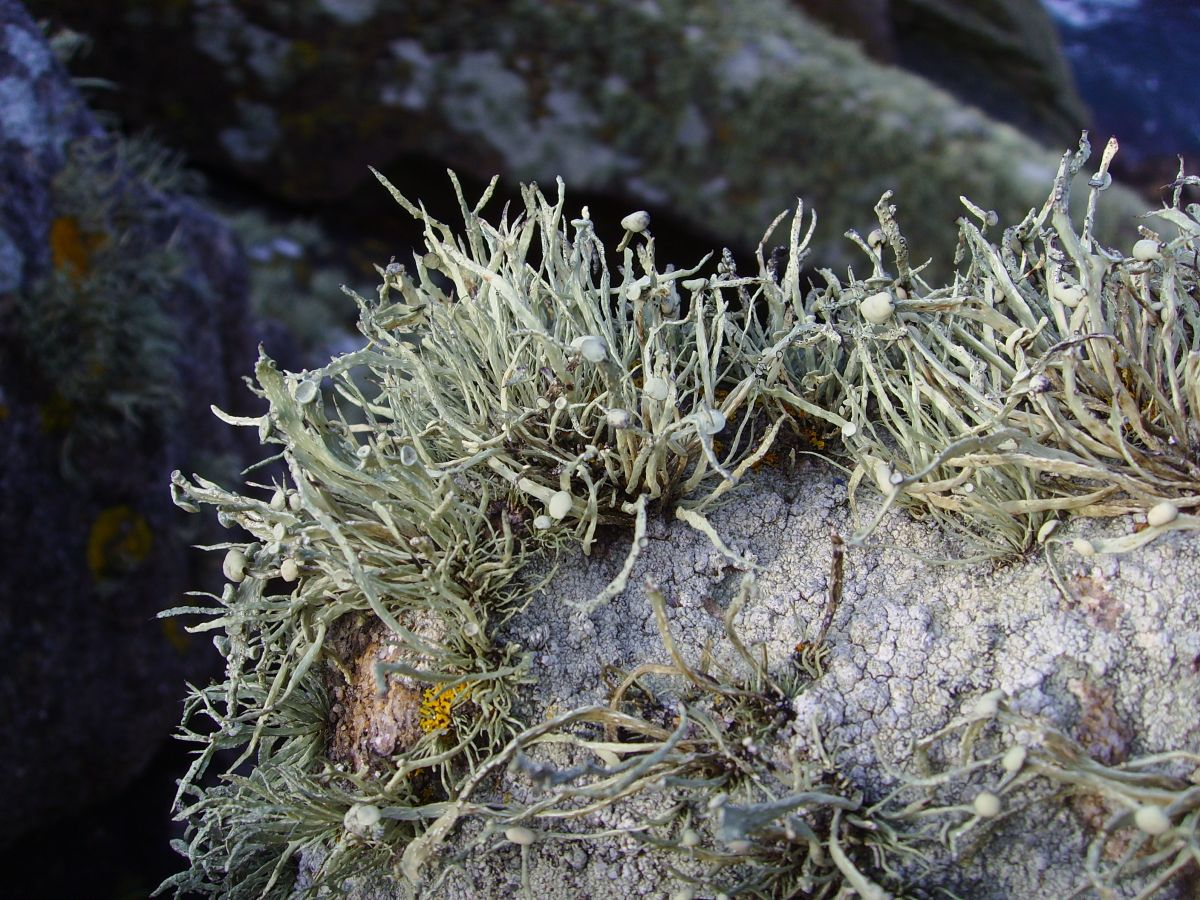
Ramalinaceae : Ramalina siliquosa
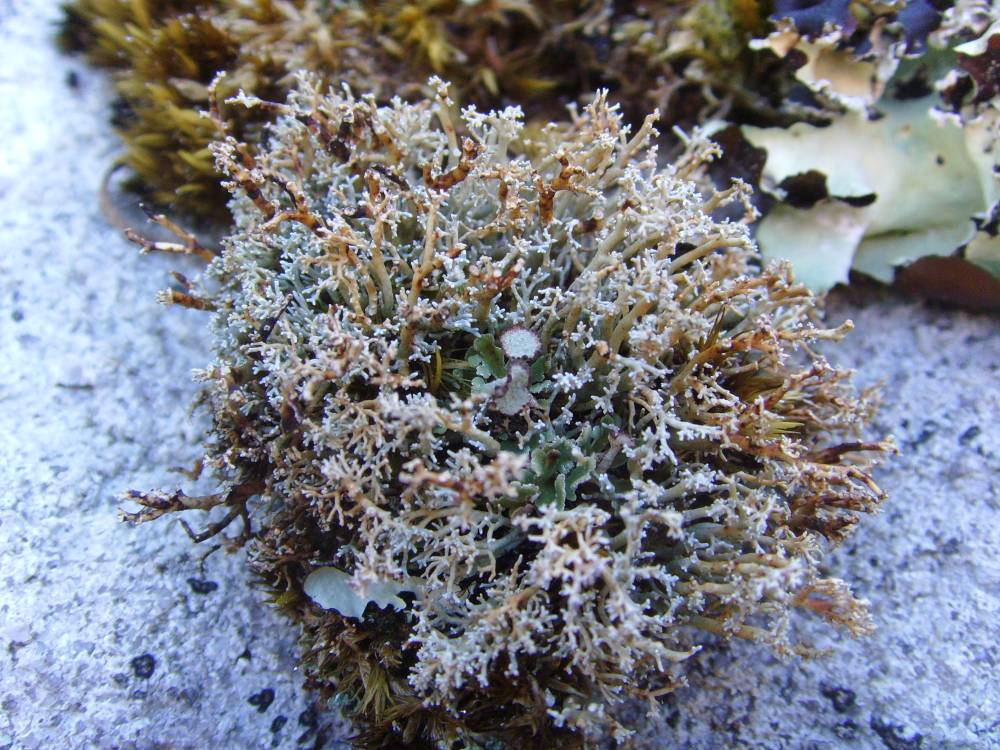
Sphaerophoraceae : Sphaerophorus globosus
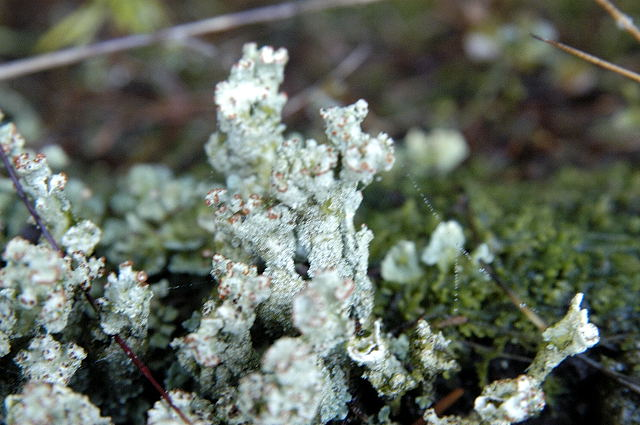
Stereocaulaceae : Stereocaulon alpinum